# Cantó de Grenoble-3
El cantó de Grenoble-3  és un cantó francès del departament de la Isèra, situat al districte de Grenoble. Compta amb part del municipi de Grenoble.

## Municipis
- Grenoble

## Història
| Data d'elecció                           | Identitat     | Partit          | Qualitat |
| ---------------------------------------- | ------------- | --------------- | -------- |
| 1973-1979                                | Jean Verlhac  | PSU, després PS |          |
| 1979-1985                                | Denise Belot  | PS              |          |
| 1985-1995                                | Michel Destot | PS              |          |
| 1995-                                    | Denis Pinot   | PS              |          |
| les dades anteriors no són pas conegudes |               |                 |          |
|                                          |               |                 |          |

## Demografia
| 1962 | 1968 | 1975 | 1982 | 1990 | 1999   | 2007   |
| ---- | ---- | ---- | ---- | ---- | ------ | ------ |
| -    | -    | -    | -    | -    | 21.853 | 22.932 |